# معین‌الدین سعیدی
معین‌الدین سعیدی  سیاستمدار ایرانی و نماینده مجلس شورای اسلامی از حوزه انتخابیه چابهار، نیک‌شهر، کنارک، قصرقند، دشتیاری و زرآباد بود. وی موفق شد در یازدهمین انتخابات مجلس شورای اسلامی که در تاریخ ۲ اسفند ۱۳۹۸ برگزار شد، با کسب ۹۰ هزار و ۸۶۳ رای از مجموع ۱۹۶ هزار و ۴۰۳ رأی، از حوزه انتخابیه چابهار، نیک‌شهر، کنارک، قصرقند، دشتیاری و زرآباد از استان سیستان و بلوچستان انتخاب گردد و به مجلس راه یابد. سعیدی دانش‌آموخته کارشناسی ارشد مهندسی کشاورزی از دانشگاه پوترا مالزی است.
پدر بزرگ وی کریم بخش سعیدی پیشتر نماینده مجلس شورای ملی در دوره بیست دوم و سوم و چهارم را  بر عهده داشته‌است. سعیدی خواهرزاده حمیدالله سردارزهی است.

## موضع‌گیری‌ها

### جمعهٔ خونین زاهدان
بعد از جمعه خونین زاهدان و درگیری‌های ۱۴۰۱ خاش معین‌الدین سعیدی در اظهاراتی در صحن علنی مجلس به کشتار مردم بلوچستان پرداخت و گفت تاکنون هیچ مسئولی پس از این حوادث عذرخواهی نکرده و پرسیده چرا نحوه برخورد با معترضین در این استان متفاوت بوده‌است و در نقاط دیگر کشور از گلوله‌های گازی و پلاستیکی و در بلوچستان از گلوله جنگی استفاده می‌شود. صحبت‌های او توسط عبدالرضا مصری نایب رئیس دوم مجلس شورای اسلامی و نماینده کرمانشاه قطع شد و نیمه‌تمام ماند.

### سیم‌کارت بدون فیلتر برای گردشگران خارجی
سعیدی تصویب طرح ارائهٔ سیم‌کارت بدون فیلتر به گردشگران خارجی توسط کارگروه رفع مصادیق مجرمانه را توهین آشکار به ملت ایران دانست. «مردم کشور ما از نظر آقایان به این بلوغ نرسیدند که بتوانند از اینترنت بدون فیلتر استفاده کنند اما برای گردشگری که به کشورمان می‌آید این را حق طبیعی او می‌دانند که بتواند از اینترنت بدون فیلتر استفاده کند.» «معتقدم این اتفاق که به نوعی می‌توان از آن به عنوان کاپیتولاسیون فرهنگی یاد کرد، قطعاً تبعاتی خواهد داشت.»